# Sloughi

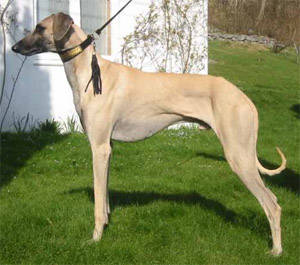
Sloughi

El Sloughi o Lebrel bereber o Lebrel árabe es una raza de perro del norte de África, concretamente un miembro de la familia de los lebreles. Hoy en día el Sloughi se encuentra principalmente en Marruecos, Argelia, Túnez y Libia y en números más pequeños en otras partes del norte de África. Los Sloughis probablemente pueden ser relacionados con el Azawakh, pero no con el Saluki.

## Historia

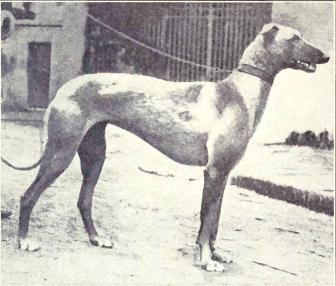
Sloughi (1915)

El origen del Sloughi es un asunto de especulación. Antiguamente los Sloughis existían en la zona que hoy en día es Etiopía (los tributos a los faraones incluían perros lebreles de Nubia, en el sur de Egipto). El Sloughi es uno de los dos lebreles africanos de cría reconocidos por la Federación Cinológica Internacional. En unos fragmentos antiguos (de aproximadamente 3000 a. C.) se descubrió un Lebrel parecido a un Sloughi. No se debe confundir con el Saluki de la península de Arabia y de Oriente Medio y tampoco con el Lebrel afgano. El Sloughi es perro de caza en sus países nativos y es también un fiable perro guardián.

## Apariencia

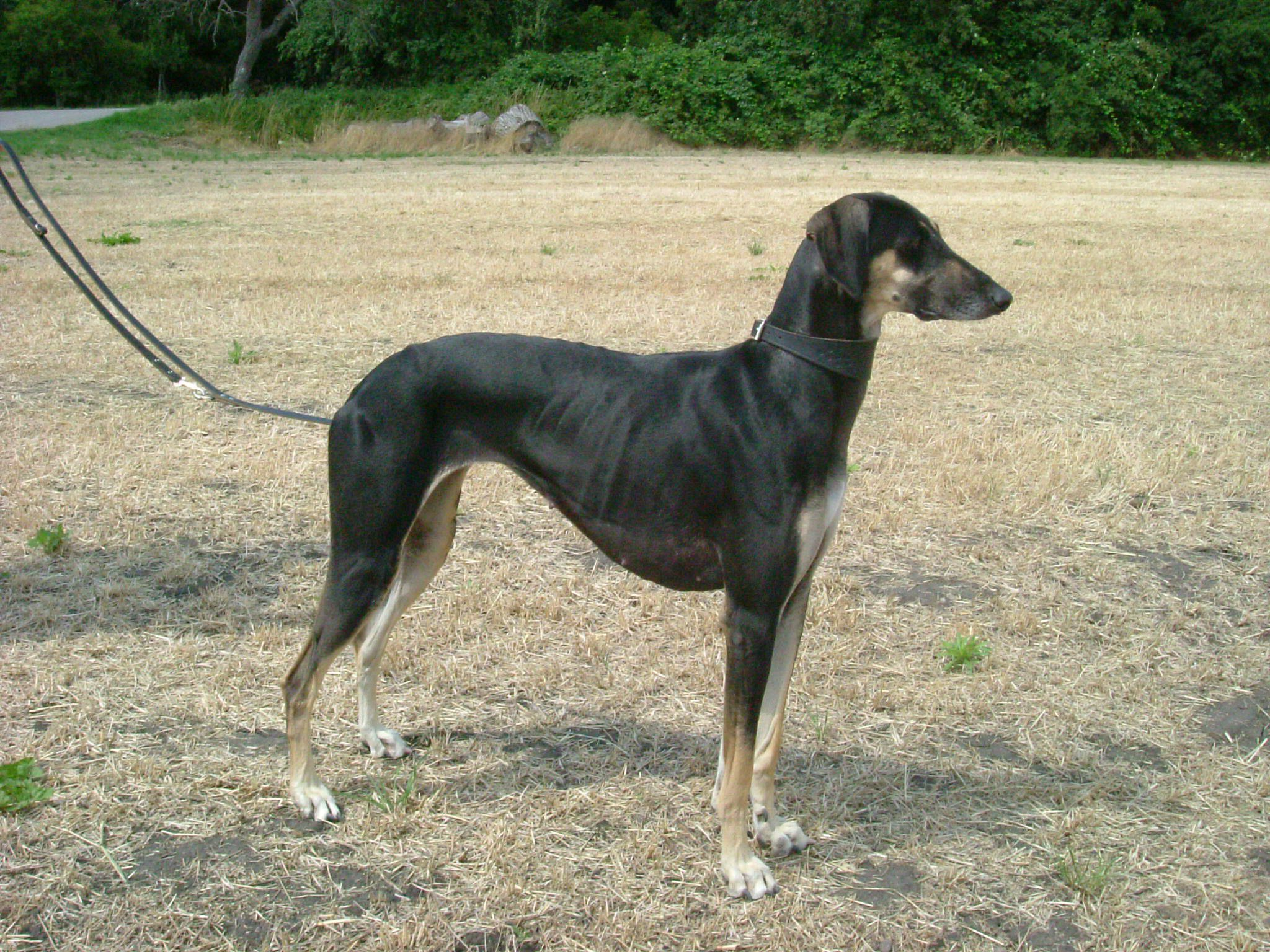
Sloughi

El Sloughi tiene el pelo corto, el cuerpo fuerte y las orejas caídas. Su expresión es a menudo descrita como melancólica. Su sistema muscular es "seco", con músculos más planos y largos que en otros Lebreles como el whippet, incluso cuando tienen una condición física excelente. Su trasero es casi horizontal (la región lumbar tiene que ser ligeramente plana). Tiene una angulación moderada.
Los ojos son idealmente de color marrón oscuro, aunque a veces son de color ámbar. El color del pelaje varía del color arena, a rojo-arena, rojo o caoba, manto negro, máscara negra y orejas negras. Según el estándar, un Sloughi sólo puede tener una pequeña mancha blanca en el pecho. Las extensas manchas blancas no se permiten. El Sloughi es un perro de peso pluma-ligero, con un andar moderado pero con una energía eficaz. La vista general es compacta y fuerte.

## Temperamento
El Sloughi es de una naturaleza sensible, alerta e inteligente. Es muy enérgico y no es fácil mantenerlo dentro de un piso. Aun así, un Sloughi no necesita más ejercicio que otros perros de medida similar. Un Sloughi es fiel a su propietario y es fácil de entrenar porque es sensible. Lo que le gusta es una confirmación amistosa de su comportamiento.

## Salud
El Sloughi casi se mantiene sin alteración desde tiempos antiguos y conserva una salud genética robusta. Pocas enfermedades genéticas afectan a la raza, en particular la atrofia retinal progresiva (PRA). Afortunadamente en el caso del Sloughi esta afección puede detectarse con una pequeña muestra de sangre, y los criadores están trabajando para eliminar la PRA. El Sloughi es muy sensible a la anestesia, y puede ser sensible a las vacunas y a otras medicaciones. Los tratamientos rutinarios tendrían que ser espaciados en el tiempo. Con buenos cuidados la raza tiende a disfrutar de salud excelente hasta una edad avanzada.